# Kościół Santa Sofia w Benewencie
Kościół Santa Sofia w Benewencie, wł. Chiesa di Santa Sofia – znajduje się na liście światowego dziedzictwa UNESCO jako jedno z siedmiu miejsc kategorii: Longobardowie we Włoszech. Ośrodki władzy, 568 – 774 n.e. Kościół był wielokrotnie przebudowany na przestrzeni wieków.
Kościół został ufundowany przez księcia Arigisa II z Benewentu około 760 r., na wzór kaplicy pałacu Liutpranda w Pawii. Stał się on narodową świątynią Longobardów, którzy schronili się w Księstwie Benewentu po klęsce króla Didiera, pokonanego przez Karola Wielkiego w 774 r.
Kościół był gruntownie przebudowany w XVIII wieku i nadano mu okrągły kształt, z dodatkiem dwóch kaplic i nowej barokowej fasady. Większość oryginalnych fresków zniknęła; ocalały tylko nieliczne.
Kościół jest mały, o maksymalnej średnicy 23,50 m i posiada niezwykłą strukturę. Centralny plan wzorowany jest na planie Hagii Sofii z Konstantynopola, ale z sześcioma kolumnami (które być może pochodzą ze starożytnej świątyni Izydy), których głowice są połączone łukami podtrzymującymi kopułę. Ten wewnętrzny sześciokąt otoczony jest ośmiokątnym pierścieniem z ośmioma białymi wapiennymi kolumnami i dwiema kolumnami otaczającymi wejście. Część zewnętrznej ściany ma kształt gwiazdy, część mająca trzy absydy jest okrągła.
Pierwotnie freski pokrywały całe wnętrze kościoła, obecnie tylko w dwóch bocznych absydach zachowały się fragmenty: Zwiastowanie Zachariaszowi, milczący Zachariasz, Zwiastowanie i Nawiedzenie Najświętszej Maryi Panny, namalowane między końcem VIII a początkiem IX wieku.
Na zewnątrz, oprawie romańskich drzwi, znajduje się płaskorzeźba z XIII wieku, przedstawiająca Chrystusa zasiadającego między Dziewicą, a św. Merkurym i klęczącym opatem Gregoire. Portal znajduje się w większej wnęce, która sama przypomina również portal otoczony dwiema kolumnami podtrzymującymi łuk.

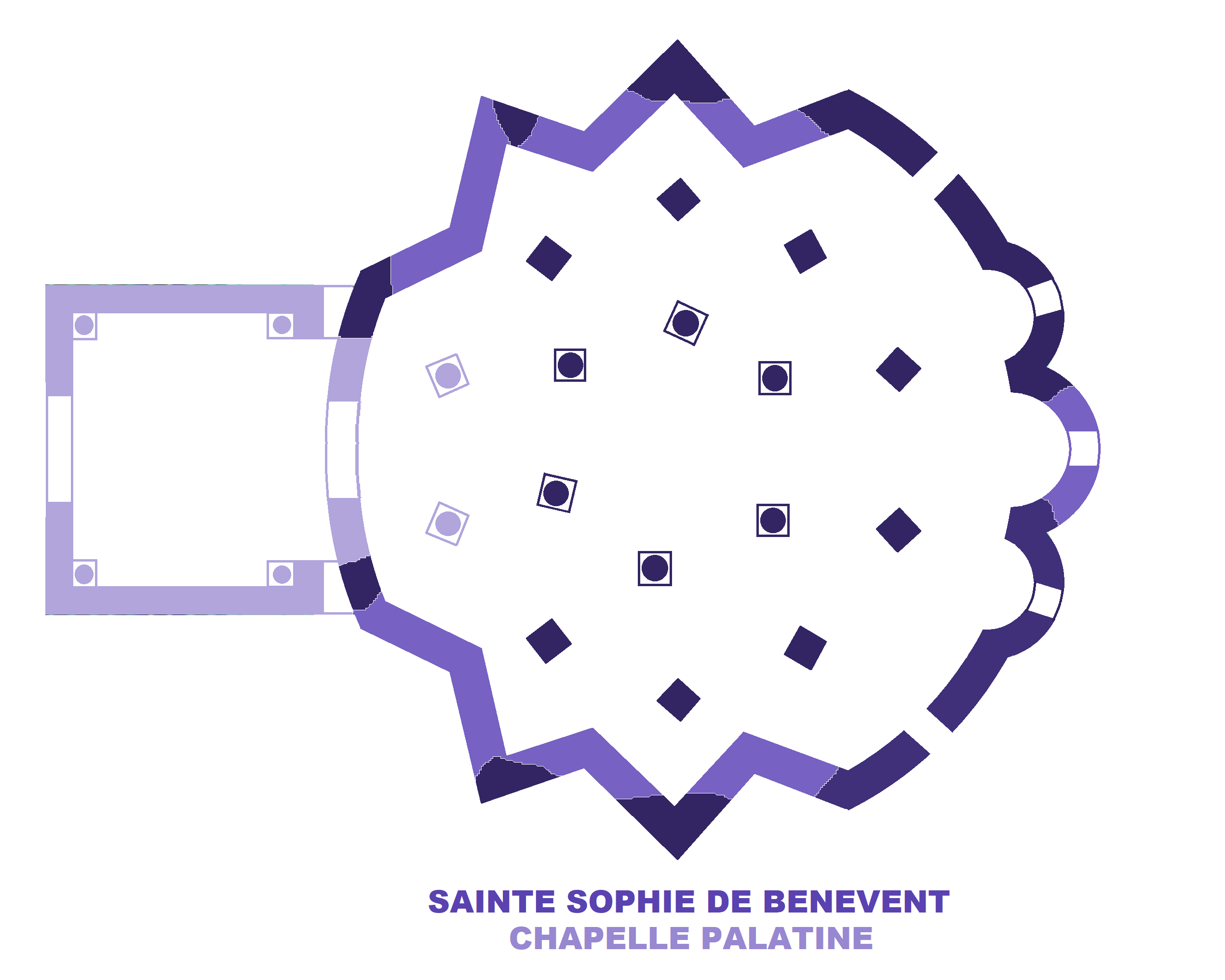
Plan
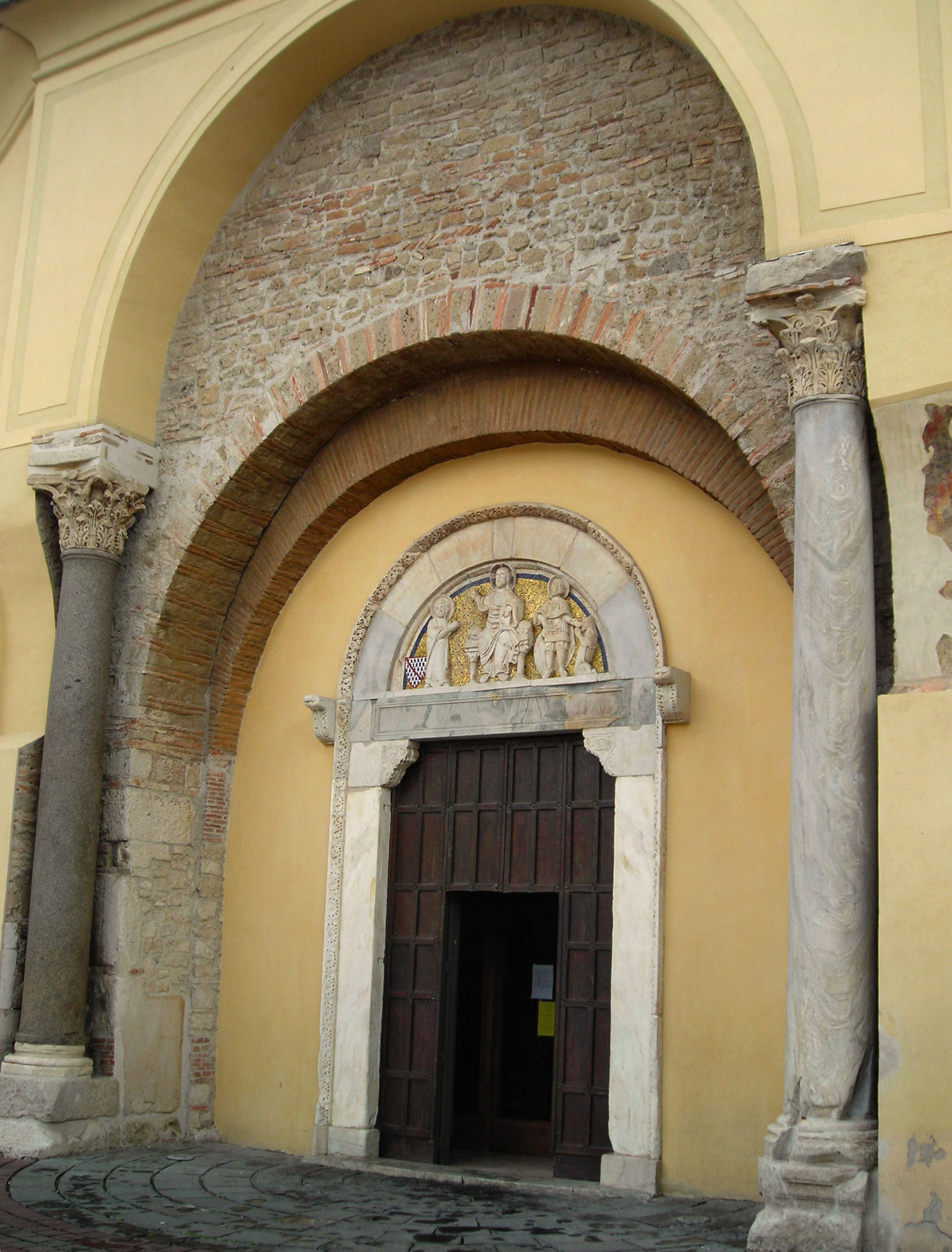
Wejście do kościoła
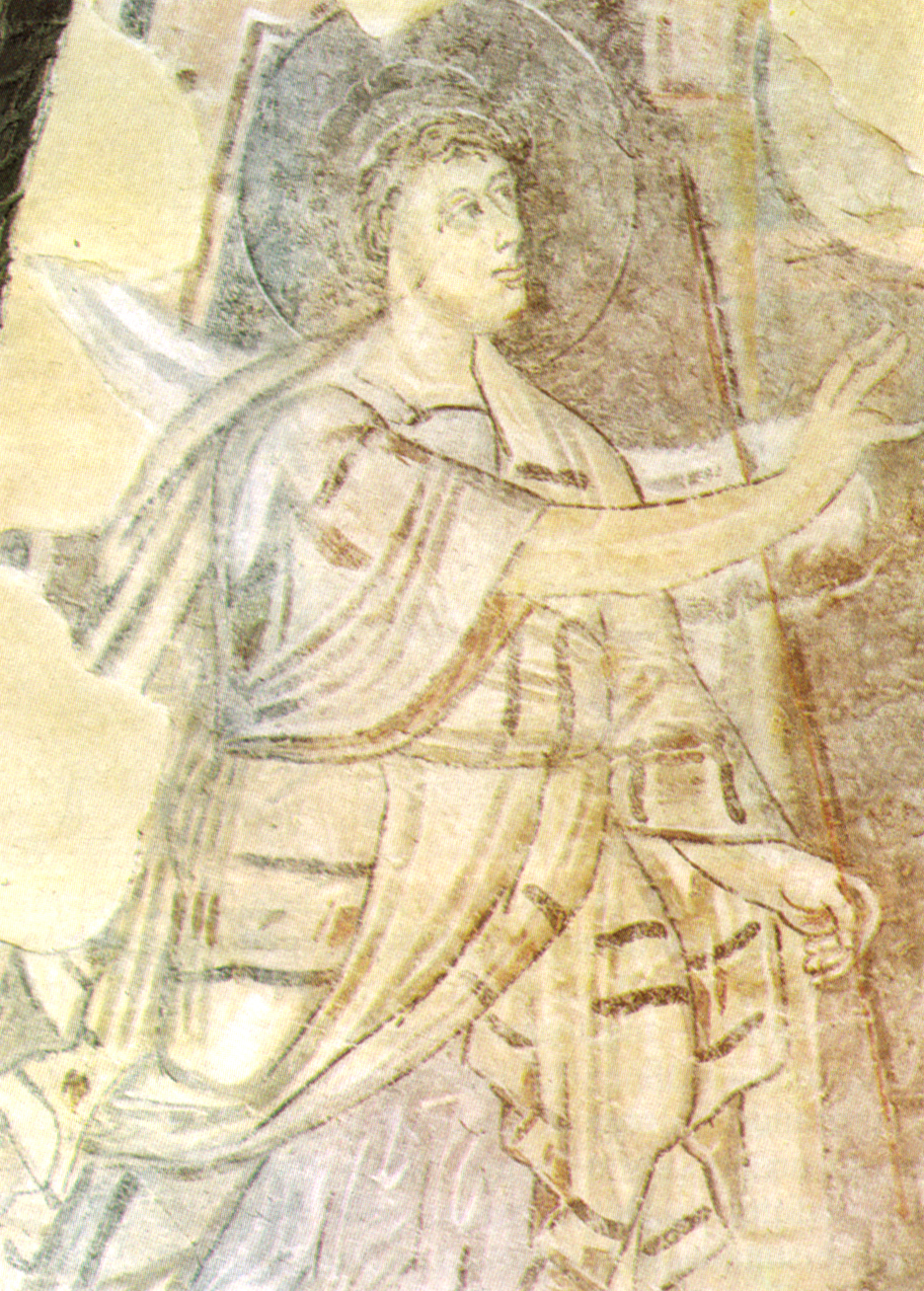
Fresk "Zwiastowanie Zachariaszowi"
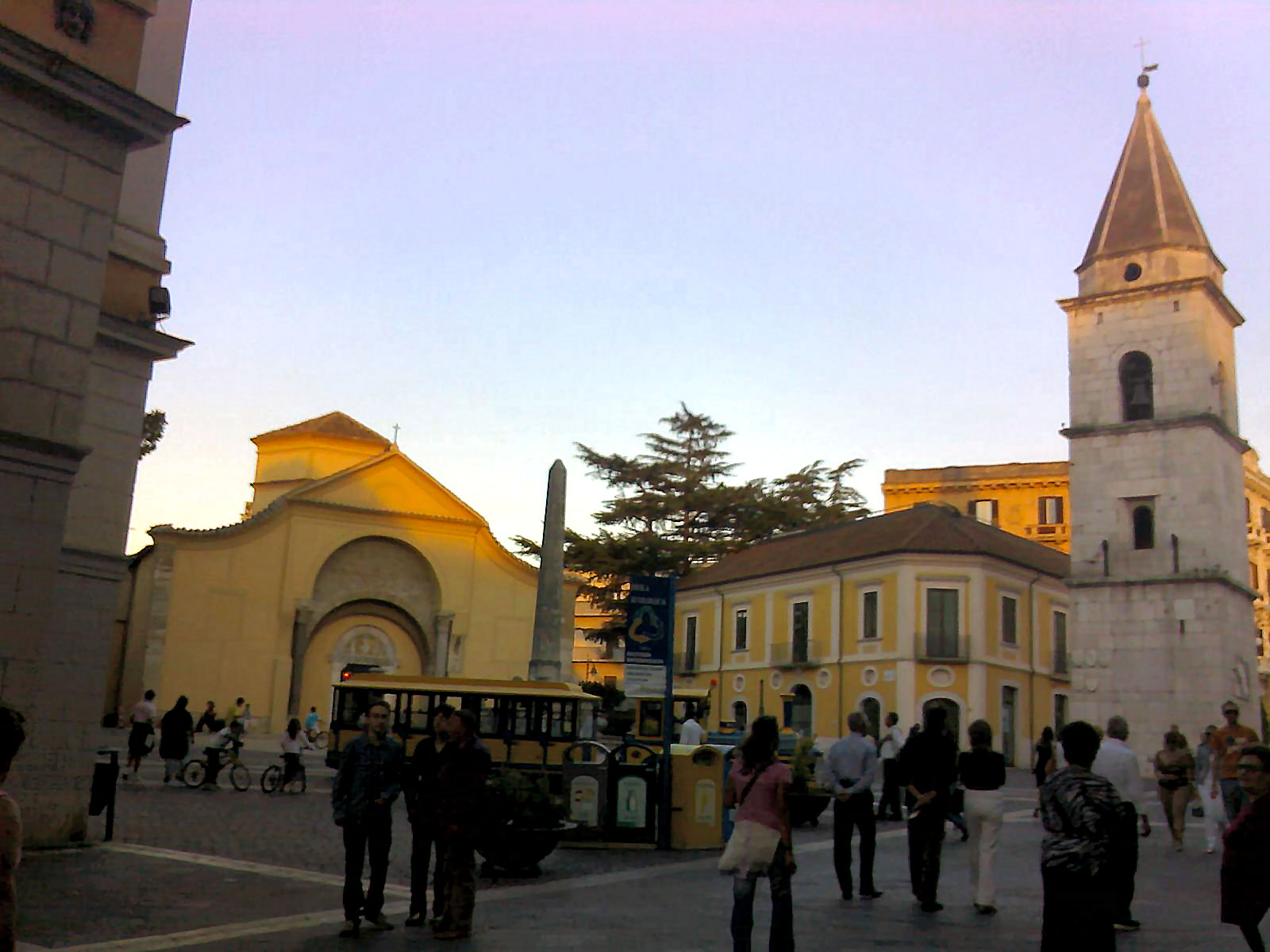
Plac przed kościołem